# メタル・ガレージ
『メタル・ガレージ』（原題：The $5.98 E.P.: Garage Days Re-Revisited）は、アメリカ合衆国のヘヴィメタル・バンド、メタリカが1987年に発表したEP。全曲とも、メタリカに影響を与えたバンドの曲のカバーである。

## 背景
ジェイソン・ニューステッド加入後としては初の作品に当たる。アルバムの末尾には、アイアン・メイデンの曲「Run to the Hills」のイントロのフレーズがジョークとして挿入された。
イギリス初回盤は、シングル扱いでリリースするという意図から、キリング・ジョークのカバー「ザ・ウェイト」が外されて4曲入りとなった。

## 反響・評価
本作のリリース当時は、アメリカの総合アルバム・チャートBillboard 200で28位に達し、自身2作目の全米トップ40アルバムとなった。ドイツでは1987年9月21日付のアルバム・チャートで初登場16位となった。イギリスでは全英シングルチャートで4週トップ100入りして、最高27位を記録した。日本ではバンド初のオリコンLPチャート入りを果たし、46位に達した。
ジョージ吾妻は『BURRN!』誌の1987年11月号で100点満点中88点を付け「いずれも陽の目を見ていないバンドの曲をとりあげている。シンプルで、まるで20年前のスタジオ・ライヴのような音像の中に、時折最新鋭機のエフェクトをかくし味で混入する彼ら独特のサウンドが、それらの曲を良い意味で生き返らせている。完全にメタリカの音として消化されているのだ」と評した。また、スティーヴ・ヒューイはオールミュージックにおいて5点満点中3点を付け「このEPは、強力なメタル・リフと、知る人ぞ知るバンドの楽曲を、実に見事に披露している」と評している。

## リイシュー
本作はリリースから2年で廃盤となり、入手困難の状態が長く続いたが、1998年に発売されたカバー・アルバム『ガレージ・インク』は、本作からの全曲も収録された。
2018年4月13日にはオリジナル・フォーマットに基づいたリマスター・エディションが発売され、バンドの公式サイトでは、「ザ・ウェイト」のリマスター・ヴァージョンがリリースに先行して公開された。アメリカでは発売初週にLPとCDがそれぞれ約8000枚ずつ売れ、カセットとデジタル・ダウンロードを加えれば2万組近くの売り上げを記録して、Billboard 200では、オリジナル・リリース時を上回る18位に達した。また、ドイツのアルバム・チャートでは、やはり1987年当時を上回る10位を記録した。イギリスでは2018年4月26日付の全英アルバムチャートで42位となった。

## 収録曲
| #  | タイトル                                                                             | 作詞・作曲                                                                                   | オリジナル | 時間 |
| -- | ------------------------------------------------------------------------------------ | -------------------------------------------------------------------------------------------- | --- | ---- |
| 1. | 「ヘルプレス - Helpless」                                                            | シーン・ハリス、ブライアン・タトラー                                                         | ダイアモンド・ヘッドのアルバム『Lightning to the Nations』（1980年）より。                                       | 6:39 |
| 2. | 「ザ・スモール・アワーズ - The Small Hours」                                         | ジョン・モーティマー                                                                         | ホロコーストが1981年に録音・1983年に発表したライブ・アルバム『Live (Hot Curry & Wine)』より。                    | 6:42 |
| 3. | 「ザ・ウェイト - The Wait」                                                          | ジャズ・コールマン、ジョーディー・ウォーカー、マーティン・グローヴァー、ポール・ファーガソン | キリング・ジョークのアルバム『キリング・ジョーク』（1980年）より。                                               | 4:54 |
| 4. | 「クラッシュ・コース・イン・ブレイン・サージェリー - Crash Course in Brain Surgery」 | バーク・シェリー、トニー・ボージ、レイ・フィリップス                                         | バッジーのアルバム『イン・フォー・ザ・キル』（1974年）より。                                                     | 3:10 |
| 5. | 「ラスト・カレス/グリーン・ヘル - Last Caress/Green Hell」                           | グレン・ダンジグ                                                                             | ミスフィッツのEP『Beware』（1980年）からの曲と、アルバム『Earth A.D./Wolfs Blood』（1983年）からの曲のメドレー。 | 3:27 |

## 参加ミュージシャン
- ジェイムズ・ヘットフィールド - ボーカル、リズムギター
- カーク・ハメット - リードギター
- ジェイソン・ニューステッド - ベース
- ラーズ・ウルリッヒ - ドラムス